# Artaxer da Carmânia
Artaxer (em persa médio: rthštr; romaniz.: Ardašīr; em parta: rthštr, Ardašīr; em grego clássico: Αρταξαρ, Artaxar) foi um oficial sassânida do século III, ativo durante o reinado do xá Sapor I (r. 240–270).

## Nome
Artaxes (Αρτάξης, Artáxēs), Adeser (Αδεσήρ, Adesēr), Artaxer (Αρταξηρ, Artaxḗr), Artaxares (Αρταξάρης, Artaxárēs), Artaser (Αρτασήρ, Artasḗr), Artasires (Αρτασείρης, Artaseírēs), Artaxas (Αρτάξας, Artáxas) e Artaxias (Αρταξίας, Artaxías) são as formas gregas do parta e persa médio Ardaxir ou Artaxir (𐭠𐭥𐭲𐭧𐭱𐭲𐭥, Ardaxšīr ou Artaxšīr) e do armênio Artaxir (Արտաշիր, Artašir) e Artaxes (Արտաշէս, Artašēs; surgido da forma não atestada *Artašas). Esses nomes derivam do persa antigo Artaxaça (𐎠𐎼𐎫𐎧𐏁𐏂𐎠, Artaxšaçā) ou o iraniano antigo Artaxatra (*R̥ta-xš-ira-), que significa "cujo reinado é através da verdade". Sua grafia em persa antigo também foi helenizada e latinizada como Artaxerxes (Αρταξέρξης, Artaxérxēs).

## Vida

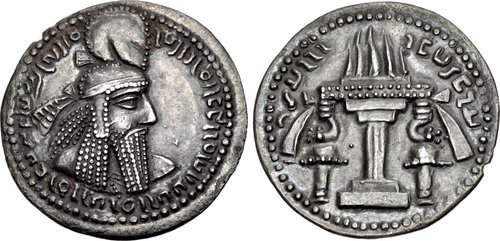
Dracma de

Artaxer era um nobre persa, filho do xá Artaxer I (r. 224–242) e irmão de Sapor I (r. 240–270). Segundo Tabari e ibne Alatir, seu pai foi à Carmânia, onde reinava Balas (Balāsh). Feroz batalha ocorreeu e Artaxer participou pessoalmente até capturar o rei e tomar controle da cidade. Então nomeou seu filho Artaxer como xá. Segundo Balami, após capturar Balas, Artaxer foi deixado na região com forte exército. Na inscrição Feitos do Divino Sapor são mencionados dois reis da Carmânia de nome Artaxer que reinaram sob Artaxer I e Sapor I e é possível supor que sejam a mesma pessoa. Assim sendo, é uma das poucas pessoas que aparecem em dois lugares na inscrição. No trecho da inscrição que descreve os dignitários da corte de Artaxer I, dentro do grupo de quatro reis que frequentaram a corte foi classificado em terceiro, após os reis de Abrenague e Marve. Na corte de Sapor, porém, ficou em segundo lugar entre os dignitários, atrás apenas do homônimo rei de Adiabena. A Carmânia estava a leste de Pérsis, a terra ancestral dos sassânidas, e fazia fronteira com o golfo Pérsico ao sul, o Sacastão a leste, Paradena a sudeste e o deserto de Lute ao norte.